# Юсупова, Ираида Рафаэльевна
Ираи́да Рафаэ́льевна Юсу́пова (род. 20 февраля 1962, Ашхабад) — советский и российский композитор, кинорежиссер.

## Биография
Родилась в русско-татарской семье. В 1987 закончила Московскую консерваторию по классу Н. Н. Сидельникова. Стипендиатка Дармштадтских курсов новой музыки (1998).
Постоянная участница фестивалей «Альтернатива», «Московская осень», «Московский форум», многих других международных музыкальных фестивалей. В 2001 вошла в десятку «самых заметных отечественных композиторов» рейтинга независимых критиков в газете «Время МН».

## Творчество
Автор нескольких опер, музыки к спектаклям и фильмам, электроакустической музыки, камерных и симфонических произведений, хоровых и вокальных сочинений на тексты П. Б. Шелли, Э. Дикинсон, А. С. Пушкина, М. Ю. Лермонтова, Б. Л. Пастернака, А. И. Введенского, Г. Н. Айги, Д. А. Пригова, Вяч. Курицына и др.

### Избранные музыкальные произведения
- Октет памяти Игоря Стравинского (1989)
- Роза ветров для небольшого оркестра, памяти Н. Сидельникова (1993)
- Тайна Вавилона, симфония (1994)
- Рождение Венеры для симфонического оркестра и фонограммы (1995)
- Критика чистого разума для небольшого оркестра (1995)
- Пение девственников на горе Сион для Ансамбля Дмитрия Покровского, скрипки, двух виолончелей, клавишных гусель и фонограммы (1997)
- Фрагменты из «Фауста», мистерия (1999)
- Царь Демьян (одноактная опера, коллективный проект вместе с Л. Десятниковым и др., 2001)
- Пастухи и Ангелы, мистерия-лубок на тексты Веры Павловой (2002)
- Маленький оловянный солдатик для камерного ансамбля (2003)
- Эйнштейн и Маргарита (медиаопера по либретто Веры Павловой, фильм — 2005, сценическая премьера — 2006)
- Добро пожаловать в Рай, медиабалет (2006, по Данте)

### Фильмы
- Эйнштейн и Маргарита (2006)[1]
- Эмбиент[2] (2009)
- Птицы[3] (2011)[4]
- Алфавит (2024)

### Тексты
- «Только мой» Пригов // Новое литературное обозрение. — 2007. — № 5 (87). — С. 299—305.

## Награды и признание
- Премия за режиссуру в номинации «Экспериментальное кино» Саратовского кинофестиваля (2005) за фильм «Последняя тайна Термена» (совместно с А. Долгиным).
- Номинант национальной театральной премии «Золотая маска» и лауреат премии «Courtens d’Or» фестиваля Rusk-Off в Ницце (2007) за авторскую медиа-версию оперы «Эйнштейн и Маргарита».